# Batu Manjulua
Batu Manjulua is een bestuurslaag in het regentschap Sijunjung van de provincie West-Sumatra, Indonesië. Batu Manjulua telt 1701 inwoners (volkstelling 2010).